# Generoso di Tivoli
San Generoso (... – Tivoli, VI secolo) fu un vescovo e martire tiburtino.

## Agiografia e culto
Si ignora quando e come fu martirizzato Generoso. Il suo culto a Tivoli risale ad un tempo assai remoto. Nel secolo del Rinascimento il Baronio, avendo osservato delle tavole testimonianti inerenti al predetto santo e possedute dalla Chiesa di Tivoli, fu indotto ad introdurre nella lunga lista dei martiri romani anche il nome di san Generoso.
Sempre secondo il Cascioli  , il Santo in questione sarebbe stato il vescovo, cui accenna anche lo storico Procopio, che sarebbe stato martirizzato quando Tivoli fu presa dai Goti di Totila (seguaci dell'eresia ariana) nel 475. Fu però nel XVIII secolo che fu eletto protettore e patrono di Tivoli avendo col suo intervento salvato la città da un terribile sisma.
San Generoso è sepolto sotto l'altare maggiore della Cattedrale di San Lorenzo; la clamide ed ornamenti militareschi rivestono il corpo. In un affresco risalente al tempo di Papa Pio VII, sovrastante il trono vescovile della cattedrale, Generoso è rappresentato come militare, mentre confessa la fede davanti al giudice. Il 17 luglio, secondo la volontà di Papa Leone XIII, si festeggia la sua festa unitamente alla messa propria. 
San Generoso viene festeggiato il 17 luglio come comprotettore della città; il giorno seguente (18 luglio) viene festeggiata Santa Sinforosa, martire anche lei e comprotettrice di Tivoli.